# 帕爾科 (堪薩斯州)
帕爾科（英語：Palco）是一個位於美國堪薩斯州魯克斯縣的城市。

## 地方資料
根據2020年美國人口普查的數據，帕爾科的面積為0.69平方千米，當中陸地面積為0.69平方千米，而水域面積為0.00平方千米。當地共有人口208人，而人口密度為每平方千米301.45人。